# حديقة الحيوانات الوطنية (قلقيلية)
حديقة الحيوانات الوطنية في قلقيلية هي حديقة الحيوانات الوحيدة في الضفة الغربية، مساحتها تصل إلى 45 دونمًا وتقع في مدينة قلقيلية. تأسست الحديقة في عام 1986 وتحتوي على 170 حيوانًا، ومتحفًا للتاريخ الطبيعي، ومكانًا ترفيهيًا للأطفال ومطعمًا في الموقع ومرافق أخرى.

## تاريخ الحديقة
كانت حديقة الحيوانات فكرة رئيس بلدية قلقيلية في حينه. لقد ساعدت حدائق الحيوان الإسرائيلية على تزويدها باللوازم والمعدات، وصُممت لتكون رمزًا للتعاون العربي الإسرائيلي.
عندما افتتحت في عام 1986 على مساحة 10 دونمات، اُعتبرت حديقة الحيوانات «جوهرة في تاج المؤسسات الوطنية الفلسطينية». اكتسبت الحديقة شعبية عالية وتم توسيعها لاحقًا لاستيعاب التدفق المتزايد للزوار،  والذي شمل كل من العرب والإسرائيليين.
بعد اندلاع الانتفاضة الثانية، مُنع الزوار من خارج قلقيلية عن الدخول. في عام 2003، سمحت السلطات الإسرائيلية بزيارات جماعية منظمة مسبقًا. شهدت الحديقة حادثة مؤسفة في أحد أيام العطل حيث أصيب طفل كان يلعب في مدخل الحديقة الرئيسي بإطلاق نار عشوائي مما أدى إلى تراجع في إقبال الزوار.

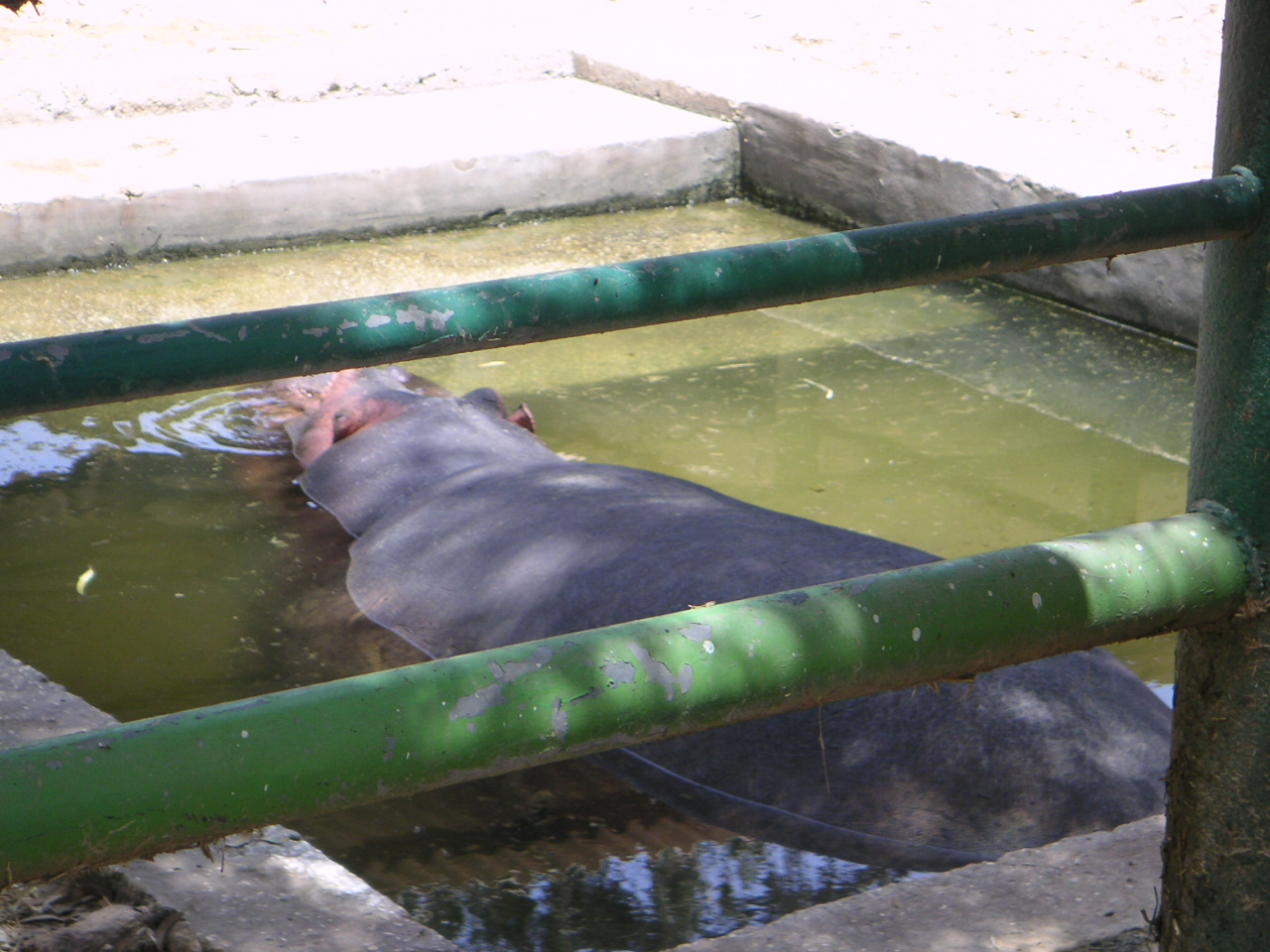
فرس النهر في حديقة قلقيلية

خلال الانتفاضة، قُتل ذكر زرافة تم استيرادها من جنوب إفريقيا، بسبب ذعرها من صوت إطلاق النار بحيث اصطدمت بعمود أثناء جريها. بعد ذلك بعشرة أيام توفي جنين شريكته الحامل، روتي.
في عام 2002، توفي ثلاثة حمير وحشية بعد استنشاق الغاز المسيل للدموع المستخدمة في ردع مسيرة احتجاجية في مدرسة ثانوية مجاورة لحديقة الحيوان. استخدم الطبيب خضر خبرته في التحنيط من أجل الحفاظ على بعض الحيوانات، من بينها الزرافة وجنين الزرافة الذي لم يكن قد ولد بعد قبل موته، والحمر الوحشية، وقرد، وقطط برية وثعابين.
منذ تأسيسها، ساعد طبيب بيطري إسرائيلي يدعى موتكيه ليفيسون طاقم حديقة الحيوان وقدم لهم استشارات هاتفية واجتمع مع خضر لتقديم الإمدادات الطبية الطارئة. وقد أدى ليفيسون دور الوسيط، وساعد حديقة الحيوانات على اقتناء حيوانات جديدة. تم التبرع بثلاثة أسود، وثلاثة من الماعز الصحراوية وحمارين وحشيّين من حديقة سفاري رامات غان في سبتمبر 2004. كان من المفترض أن يتم نقل الأسود إلى قلقيلية في عام 2000، لكن اندلاع الانتفاضة الثانية أخّر التسليم. أطلق سعيد داود، مدير حديقة الحيوان في قلقيلية، الأسود الثلاثة: جعفر، وجرس ونابوكو لقب «ملوك السلام». ووفقًا لخضر، أرسلت حديقة حيوان رمات غان للحديقة القرود، والنعام، والراكون.

## الأنواع

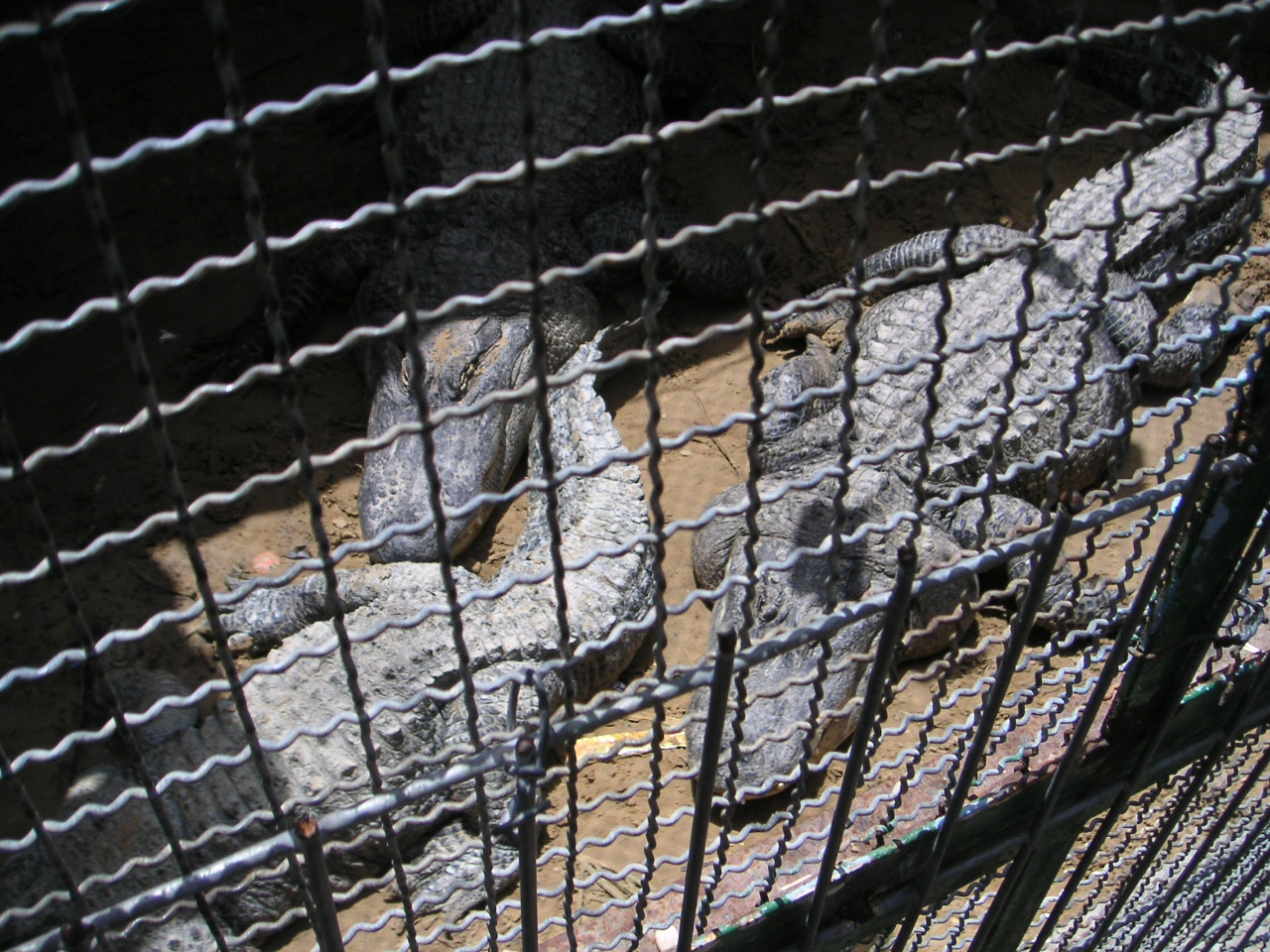
تماسيح في حديقة قلقيلية

تضم حديقة الحيوانات الأسود، الدببة البنية، التماسيح، النعام، الجمال، الغزلان، الحمر الوحشية، الطيور، السحالي، الثعابين والقرود من مختلف الأنواع. هناك أيضا فرس نهر يدعى دوبي، الذي يشارك بركة الخوض صغيرة مع عائلة من الطواويس. في ديسمبر 2003، وصفت حديقة الحيوان في صحيفة الجارديان بأنها «واحدة من مفاجآت الضفة الغربية الأكثر متعة [...] هناك حديقة خضراء صغيرة ولكنها جميلة. هناك بركة سباحة كبيرة مليئة بالأطفال. وسط الأشجار، في حاويات واسعة ونظيفة، لبؤة، نعامة، عائلة من الدببة، بركة مليئة بالتماسيح.» الحيوانات لديها مساحة واسعة للتنقل فبعض الحاويات كبيرة مثل تلك الموجودة في حديقة حيوان لندن.
يمكن الوصول إلى حديقة الحيوان عن طريق السفر بسيارة أجرة من وسط المدينة. تحتوي حديقة الحيوانات أيضًا على متنزه ترفيهي صغير للأطفال ومسبح فسيح. يعتبر تلاميذ المدارس فئة زوار متكررة في الحديقة الحيوان.